# جنگ مواد (بازی ویدئویی)
جنگ‌ مواد (به انگلیسی: Drugwars) یک بازی ویدئویی استراتژی تک‌نفره برای ام‌اس-داس می‌باشد که توسط جان ای. دل توسعه و نشر پیدا کرده است. این بازی برای اولین بار در ۱۹۸۴ منتشر شده است.